# La vita nuda (antologia)
La vita nuda è una raccolta di racconti di Luigi Pirandello. Costituisce il secondo volume della più ampia raccolta Novelle per un anno.

## La raccolta
- La vita nuda
- La toccatina
- Acqua amara
- Pallino e Mimì
- Nel segno
- La casa del Granella
- Fuoco alla paglia
- La fedeltà del cane
- Tutto per bene
- La buon'anima
- Senza malizia
- Il dovere del medico
- Pari
- L'uscita del vedovo
- Distrazione